# Society for Sedimentary Geology
La  Society for Sedimentary Geology (« Société pour la géologie sédimentaire » en anglais) est une société savante internationale basée à Tulsa (Oklahoma, États-Unis). Elle est couramment désignée par SEPM, l'acronyme de son ancien nom  Society of Economic Paleontologists and Mineralogists (« Société des paléontologues et minéralogistes économiques »).
Le but de la société est de diffuser des informations scientifiques sur la sédimentologie, la stratigraphie, la paléontologie, les sciences de l'environnement, la géologie marine , l'hydrogéologie et les spécialités connexes. Les membres bénéficient à la fois de la collecte et de l’échange d’informations relatives à leurs spécialités. L'association publie deux revues scientifiques à comité de lecture majeures : le Journal of Sedimentary Research (en) (JSR) et PALAIOS, et organise des conférences techniques et ateliers de travail. Elle publie également pour ses membres un magazine mensuel, The Sedimentary Record.

## Conférences
La société organise des conférences de recherche sur des sujets pertinents pour ses membres ainsi que sur les dernières avancées. Elles visent à attirer l'attention de spécialistes aux compétences diverses sur un thème d'intérêt commun et à stimuler ainsi de nouveaux travaux de recherches, approches et collaborations. Elles sont conçues pour encourager les résumés de nouvelles recherches incomplètes et inviter à la spéculation et aux discussions ouvertes. Des excursions de terrain, posters, visites de carothèques et des expériences de laboratoire ont souvent lieu en marge des conférences.

## Prix
Chaque année, la société récompense des personnes qui ont contribué aux divers domaines de la géologie sédimentaire. Les lauréats sont nommés par les membres de la Société, mais ne doivent pas nécessairement en être membres eux-mêmes. Ces médailles portent le nom de géologues exceptionnels :
- la médaille William H. Twenhofel (en), la plus haute distinction décernée pour des contributions exceptionnelles à la géologie sédimentaire ;
- la médaille Francis P. Shepard pour la géologie marine ;
- la médaille Raymond C. Moore en paléontologie ;
- la médaille Francis J. Pettijohn en sédimentologie ;
- le prix James Lee Wilson pour une avancée en géologie sédimentaire réalisée par un jeune scientifique.

La Société attribue également, à sa discrétion, le statut de membre honoraire et un prix de service distingué à ses membres.